# Pla dels Cirerers
El Pla dels Cirerers és una plana del terme municipals de Conca de Dalt, al Pallars Jussà, dins de l'antic terme d'Hortoneda de la Conca i en territori de l'antic poble d'Herba-savina.
Està situada a ponent d'Herba-savina, entre el Serrat des Bigues, que queda a ponent, i el Serrat de Planers, a llevant. És a migdia de la Roca Roia, als peus de la Serra de Pessonada.